# Кахиани, Имеда Владимирович
Имеда Владимирович Кахиани (род. 12 мая 1937, Тбилиси) — грузинский актёр, заслуженный артист Грузинской ССР, народный артист Грузинской ССР (1979). Почётный гражданин Тбилиси (2023).

## Биография
Родился в Тбилиси. Учился в 1956—1959 гг. в Тбилисском театральном институте им. Ш. Руставели. Член КПСС с 1967 года.
Дебютировал в кино, ещё будучи студентом, в заглавной роли в комедии режиссёра Шоты Манагадзе «Последний из Сабудара» («Парень из Сабудара») (1958). В 1963 году был приглашен на главную роль в драме режиссёров Эльдара Шенгелая и Тамаза Мелиавы «Белый караван» (1964), где сыграл в паре с Ариадной Шенгелая. Снимался в роли капитана милиции в детективе Алоиза Бренча и Ростислава Горяева «24-25 не возвращается»; в «Ночном визите» (1974) по роману братьев Вайнеров «Визит к Минотавру» сыграл эксперта-криминалиста Гамелаури. В его фильмографии значатся также телесериал «Берега» (1977) по роману Чабуа Амирэджиби «Дата Туташхиа», трагикомедия «Мачеха Саманишвили» (1977), фильм-притча «Пловец», драма «Закон вечности» (1982) по одноимённому роману Нодара Думбадзе и др.
За период с 1957 года по 1995 год Имеда Кахиани снялся в 36 фильмах.

## Семья
Дочь — Эка Кахиани (род. 16 января 1964). Актриса театра и кино, певица. Работает в Тбилисском театре музыкальной комедии и драмы. В детстве была солисткой ВИА «Мзиури».

## Фильмография
- 1958 — Последний из Сабудара — Гогита Квернадзе
- 1959 — Приговор — Зураб Сванидзе, инженер
- 1959 — Рука матери — Заза
- 1960 — Дед Гигия — Вахтанг, вожатый
- 1964 — Белый караван — Гела Ахлаури
- 1965 — Пьер — сотрудник милиции — Пьер
- 1966 — Игра без ничьей — капитан
- 1967 — Браслет и Будда — Бараташвили
- 1967 — Взорванный ад — Арчил Татишвили
- 1968 — 24-25 не возвращается — капитан милиции
- 1970 — Феола — показывающий счёт матча
- 1971 — Горячие тропы — Гурам Чиргадзе, врач-паразитолог
- 1971 — Искатели затонувшего города — Ираклий
- 1972 — Похищение Луны — Чалмази
- 1973 — Горький урок
- 1974 — Ночной визит — Гомелаури, эксперт-криминалист
- 1974 — Рейс первый, рейс последний — инспектор ГАИ
- 1976 — Побег на рассвете — Андро
- 1977 — Берега — Гоги Цуладзе
- 1977 — Мачеха Саманишвили — Платон Саманишвили
- 1980 — Дом на Лесной — революционер
- 1980 — Цель — Андро
- 1981 — Пловец — Исидор Буадзе
- 1982 — Закон вечности — Бачна Рамишвили
- 1982 — Дмитрий Второй
- 1983 — Красная линия
- 1983 — Ратили — Филимон Коридзе
- 1984 — Рассказ бывалого пилота — пассажир с женой
- 1985 — Труженики моря — плотник
- 1985 — Проделки Скапена — Аргант
- 1986 — Лермонтов — Александр Чавчавадзе
- 1987 — Приключения Элли и Рару — продавец
- 1988 — Фонарь на ветру — Шалва
- 1989 — Мечты между праздниками
- 1990 — Яков, сын Сталина — Семён
- 1992 — Золотой паук — Буишвили
- 1992 — Только смерть приходит обязательно
- 1996 — Тени прошлого
- 2015 — Кавказское трио
- 2016 — Кресло — учитель музыки